# Wanzihu
Wanzihu (kinesiska: 万子湖, 万子湖乡) är en socken i Kina. Den ligger i provinsen Hunan, i den södra delen av landet, omkring 93 kilometer nordväst om provinshuvudstaden Changsha. Antalet invånare är 7675. Befolkningen består av 3 984 kvinnor och 3 691 män. Barn under 15 år utgör 13,0 %, vuxna 15-64 år 78 %, och äldre över 65 år 8,0 %.
Genomsnittlig årsnederbörd är 1 680 millimeter. Den regnigaste månaden är maj, med i genomsnitt 312 mm nederbörd, och den torraste är december, med 46 mm nederbörd.